# Vuči Del
Vuči Del (izvirno srbsko Вучи Дел) je naselje v Srbiji, ki upravno spada pod Občino Babušnica; slednja pa je del Pirotskega upravnega okraja.

## Demografija
V naselju živi 156 polnoletnih prebivalcev, pri čemer je njihova povprečna starost 50,0 let (46,9 pri moških in 53,0 pri ženskah). Naselje ima 68 gospodinjstev, pri čemer je povprečno število članov na gospodinjstvo 2,51.
Prebivalstvo je večinoma nehomogeno.
|  |

| Demografija | Demografija     | Demografija     |
| Leto        | Št. prebivalcev | Št. prebivalcev |
| ----------- | --------------- | --------------- |
|             |                 |                 |
|             |                 |                 |
|             |                 |                 |
|             |                 |                 |
| 1948        | 354             |                 |
| 1953        | 364             |                 |
| 1961        | 392             |                 |
| 1971        | 391             |                 |
| 1981        | 408             |                 |
| 1991        | 278             | 276             |
| 2002        | 173             | 171             |
|             |                 |                 |

| Etnična sestava po popisu iz leta 2002 | Etnična sestava po popisu iz leta 2002 | Etnična sestava po popisu iz leta 2002 | Etnična sestava po popisu iz leta 2002 | Etnična sestava po popisu iz leta 2002 |
| -------------------------------------- | -------------------------------------- | -------------------------------------- | -------------------------------------- | -------------------------------------- |
| Bolgari                                | Bolgari                                |                                        | 85                                     | 49,70%                                 |
| Srbi                                   | Srbi                                   |                                        | 53                                     | 30,99%                                 |
| Jugoslovani                            | Jugoslovani                            |                                        | 13                                     | 7,60%                                  |
| Neznano                                | Neznano                                |                                        | 1                                      | 0,58%                                  |